# ОШ „Мирослав Букумировић Букум” Шетоње
ОШ „Мирослав Букумировић Букум” у Шетоњи, насељеном месту на територији општине Петровац на Млави, државна је установа основног образовања.

## Историјат школе
По попису из 1910. године у Шетоњу је радила школа са два учитеља, један од њих је био отац народног хероја чије име носи школа, Мирослава Букумировића Букума.
До изградње новог школског објекта 1962. године школа је радила у старој школској згради на улазу у село, у близини цркве. Школа је била четвороразредна, а предметну наставу ученици су похађали у Великом Лаолу. Преласком у нову школску зграду настао је нов начин њеног рада и организовања и повезивања са друштвеном средином. Школа је постала централна са издвојеним одељењима у Везичеву, Ждрелу и Ћовдину, у којима се организује рад са децом од припремног до четвртог разреда. Вишу наставу, ученици из ових насеља и неки ученици из Бусура похађају у Шетоњу.

## Школа данас
Школа се данас налази у центру Шетоња. Настава се одвија у матичној школи, у једној смени и издвојеним одељењима која се налазе у местима: Ждрело, Ћовдин и Везичево. Школска зграда датира од 1962. године уз доградњу другог дела зграде 1979. године.